# Primero de Mayo megye
Primero de Mayo (spanyol nevének jelentése: május elseje) egy megye Argentínában, Chaco tartományban. A megye székhelye Margarita Belén.

## Települések
A megye 2 nagyobb településből (Localidades) áll:
- Colonia Benítez
- Margarita Belén

Kisebb települései (Parajes):